# Per Östrand
Per Östrand, född 17 november 1759 i Älvkarleby socken i Uppsala län, död 25 december 1817 på Voxna herrgård i Voxna socken i Gävleborgs län, var en svensk bruksägare.

## Biografi
Östrand flyttade 1782 från Älvkarleby till Untra i Tierps socken, där han blev informator åt gårdsinspektoren Carl Gustaf Grips barn. Han var bruksskrivare 1783–1785 på Söderfors bruk i Söderfors och bruksbokhållare på Ramnäs Bruk AB 1785–1787. År 1787 flyttade han in på Garpenbergs herrgård, där han arbetade som bruksbokhållare på Garpenbergs bruk.

## Familj
Per Östrand gifte sig 31 december 1789 med Ulrika Billman, som avled 1798 och var dotter till bruksinspektoren Per Billman och Anna Dicander. Andra gången gifte han sig 1799 med Johanna Maria Cederholm von Schmalensée, vilken var dotter till hovrättskamreraren Daniel Casper Cederholm von Schmalensée och Johanna Maria Liedberg; hon avled 1803.
I första äktenskapet föddes Carolina Gustava (1791–1836), gift med postmästaren Carl Wassberg, Ulrica Sophia (1793–1797), Anna Charlotta (1794–1797), Per Ulrik (1796–1796) och Per Ulrik (1797–), som blev bruksinspektor.